# Daniel Craig

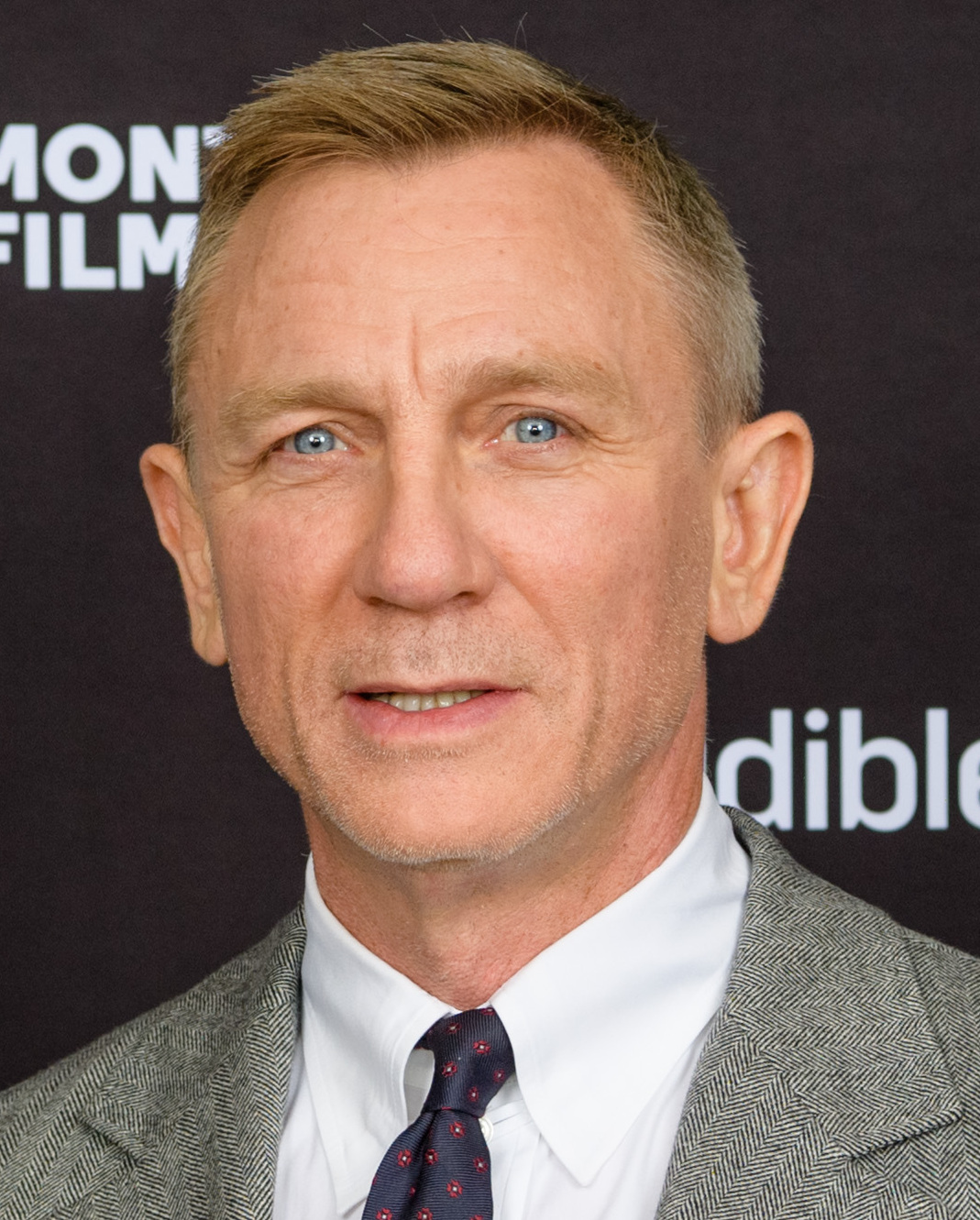
Daniel Craig (2022)

Daniel Wroughton Craig, CMG (* 2. März 1968 in Chester) ist ein britischer Schauspieler. Er wurde vor allem durch seine Rolle als James Bond bekannt, die er von 2006 bis 2021 in fünf Filmen spielte.

## Leben

### Frühe Jahre
Daniel Craig wurde 1968 im englischen Chester als Sohn des Stahlbauers und späteren Gastwirts Timothy John Wroughton Craig (1943–2020) und dessen Ehefrau, der Kunstlehrerin Olivia Dana Williams Craig, geboren. Seine Eltern ließen sich 1972 scheiden. Aus der späteren Ehe seines Vaters hat er einen jüngeren Halbbruder. Craig wuchs ab seinem vierten Lebensjahr mit einer Schwester (* 1965) in einem künstlerischen Umfeld bei seiner Mutter und seinem Stiefvater Max Blond, einem dort bekannten Künstler, zunächst in Liverpool und später in Hoylake auf der Halbinsel Wirral auf. 
Bereits ab dem Alter von sechs Jahren wurde seine künstlerische Begabung besonders von seiner Mutter gefördert. Darüber hinaus war er während seiner High-School-Zeit Rugbyspieler im Hoylake Rugby Club. Im Alter von 16 Jahren verließ er die Schule, bewarb sich erfolgreich am National Youth Theatre und zog nach London. Seine Schauspielausbildung absolvierte er von 1988 bis 1991 in der Londoner Kunsthochschule Guildhall School of Music and Drama, auf der auch Ewan McGregor, Orlando Bloom und Joseph Fiennes ihr Studium abschlossen. Es folgten Theaterauftritte, unter anderem am bekannten Old Vic Theatre.

### Beginn der Karriere
Seine Filmkarriere begann 1992 mit einer Nebenrolle in John G. Avildsens Filmdrama Im Glanz der Sonne. 1996 spielte er eine Hauptrolle in der neunteiligen BBC-Miniserie Our Friends in the North. Es folgten Auftritte in größeren Produktionen wie Elizabeth (1998) und Der Schützengraben (1999), durch die er auch international bekannt wurde. Er übernahm in der Folge Nebenrollen in erfolgreichen Filmen wie Lara Croft: Tomb Raider und Road to Perdition. 
Craig erhielt als einer der besten europäischen Nachwuchsschauspieler auf der Berlinale 2000 den Shooting-Star-Award der European Film Promotion und wurde im selben Jahr bei den British Independent Film Awards für seine Darstellung in Some Voices (2000) als bester Hauptdarsteller ausgezeichnet. Für seine Darstellung eines Mannes in Roger Michells Film Die Mutter – The Mother, der eine Liebesbeziehung mit der Mutter seiner Freundin eingeht, wurde er 2004 für den Publikumspreis des europäischen Filmpreises nominiert. Mit dem britischen Kinofilm Layer Cake feierte er im selben Jahr einen großen kommerziellen Erfolg.

### James Bond

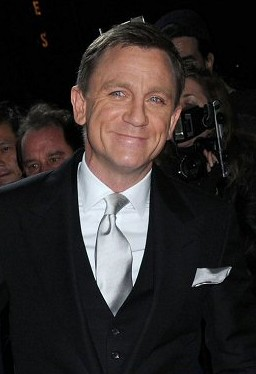
Daniel Craig (2008)

Im Oktober 2005 wurde bekanntgegeben, dass Craig als Nachfolger von Pierce Brosnan der sechste Darsteller des fiktiven britischen Geheimagenten James Bond sein würde. Drehstart des auf dem ersten Roman Casino Royale von Ian Fleming basierenden Kinofilms war im November 2005. Craig war nach Roger Moore der zweite Engländer in der Rolle des Agenten 007. Er stach damit seinen australischen Schauspielkollegen Alex O’Loughlin aus, der ebenfalls in der engeren Auswahl zum Bond-Darsteller stand. 
Nach der Pressekonferenz, bei der Craig als neuer 007 vorgestellt wurde, reagierten die Presse und Teile der Öffentlichkeit ablehnend. So wurde er beispielsweise als unscheinbar, zu blond und ängstlich bezeichnet. Es kam vermehrt zu Protestaktionen mit dem Ziel, Casino Royale bei dessen Kinoaufführung zu boykottieren, um Craig von dieser Rolle wieder abzusetzen. Britische Boulevardblätter gaben ihm sogar den Spitznamen James Bland (James Langweilig). Die ehemaligen Bond-Darsteller Sean Connery, Roger Moore und Pierce Brosnan sowie Christopher Lee und Toby Stephens, die die Bösewichte in den Filmen Stirb an einem anderen Tag und Der Mann mit dem goldenen Colt gespielt hatten, gaben Craig allerdings Rückendeckung.
Zum Kinostart überzeugte Craigs schauspielerisches Talent in Kombination mit einem enormen Körpereinsatz; es folgten fast ausschließlich begeisterte Kritiken. Der neue Bond sei, so die Londoner Times, „glaubwürdiger als seine Vorgänger“, was fast einem Ritterschlag gleichkomme, so der Spiegel. „Er hat den Mantel von 007 übergestreift, und das Resultat ist ein dem Tode trotzender, Sportwagen fahrender, weibliche Rücken liebkosender und Cocktail-Rezepte präzisierender Triumph“, lobte The Guardian Daniel Craig in seiner Rolle. Craig erhielt im Januar 2007 als erster 007-Darsteller bei den British Academy Film Awards für seine Rolle in Casino Royale eine Nominierung in der Kategorie Bester Hauptdarsteller.

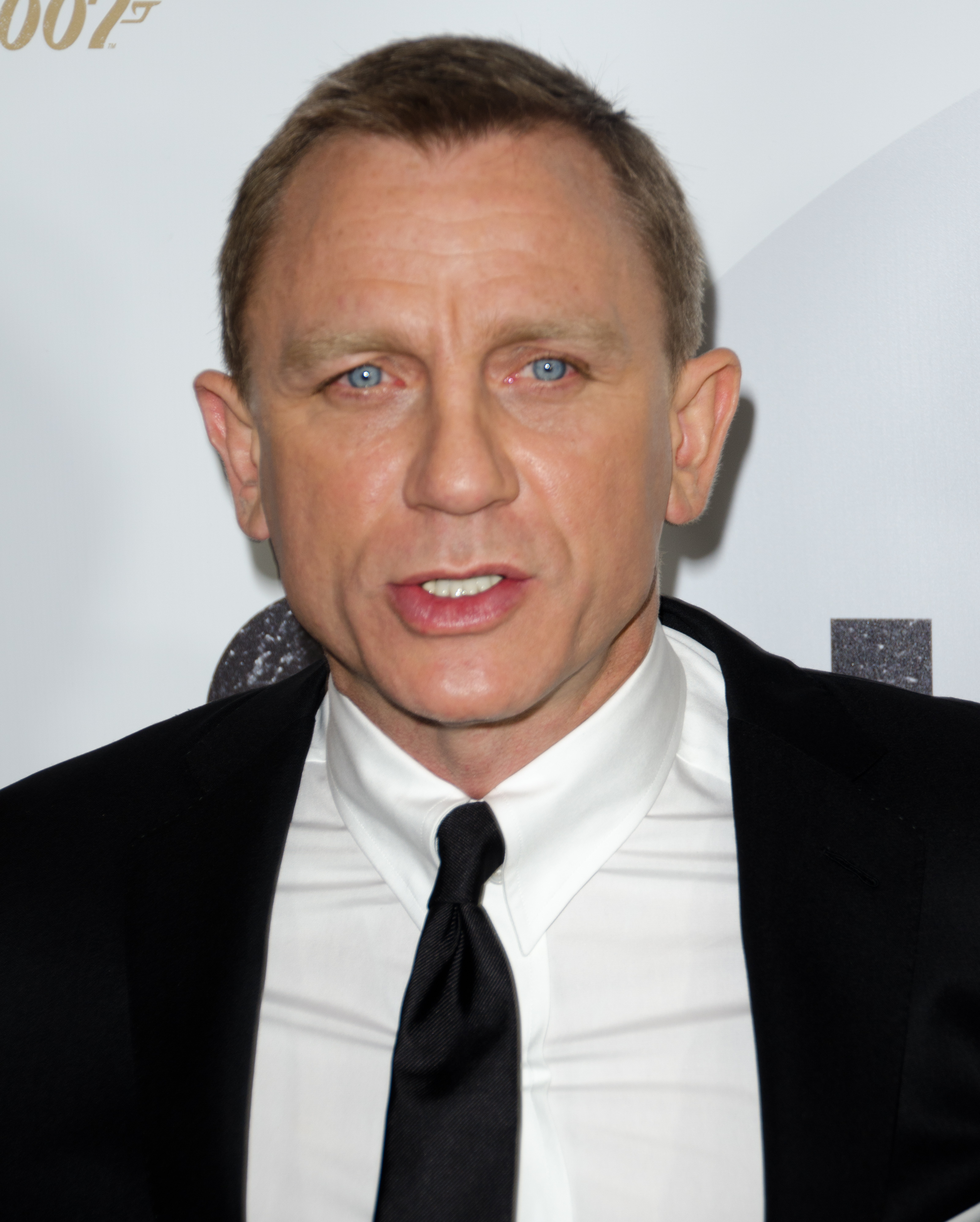
Daniel Craig (2012)

Im Januar 2008 wurde mit Ein Quantum Trost der Titel des 22. Bond-Films bekanntgegeben. Die Weltpremiere des Films fand im Oktober 2008 in London statt. Die Dreharbeiten zum nächsten Film aus der Reihe mit dem Titel Skyfall begannen im November 2011. Die Weltpremiere fand im Oktober 2012 statt. Im selben Jahr eröffnete die britische Königin die Olympischen Spiele. Craig holt sie hierzu in ihrem Palast ab, stieg mit ihr in einen Wagen und anschließend in einen Hubschrauber und bei den Spielen sprang die „Queen“ mit dem Fallschirm aus dem Hubschrauber. 2015 verletzte Craig sich während der Dreharbeiten in Mexiko für den Film Spectre am Knie und musste sich einer Arthroskopie unterziehen. Der Film hatte im Oktober 2015 Weltpremiere. 2019 entstand der 25. Bond-Film Keine Zeit zu sterben; auch hier spielte er die Titelrolle. Craigs deutsche Synchronstimme ist seit Casino Royale Dietmar Wunder.

### Weitere Rollen
2005 stand Craig als jüdischer Mossad-Agent für Regisseur Steven Spielbergs München vor der Kamera. Nachdem er die Dreharbeiten zu Casino Royale abgeschlossen hatte, begannen die Verfilmung von Philip Pullmans Roman-Trilogie His Dark Materials, deren erster Teil  Der Goldene Kompass 2007 erschien. Craig spielte darin die Rolle des Lord Asriel, der 2003 und 2004 in der Bühnenfassung am Royal National Theater in London von Timothy Dalton, einem von Craigs Vorgängern in der Rolle des James Bond, verkörpert worden war.
Craig spielte auch die Hauptrolle in der Hollywoodversion von Stieg Larssons Verblendung. Der Film wurde von David Fincher inszeniert und kam im Januar 2012 in die deutschen Kinos.
Daniel Craig hat im 2015 erschienenen Film Star Wars: Das Erwachen der Macht einen Cameo-Auftritt als Sturmtruppler, der von Fans später scherzhaft als JB-007 bezeichnet wurde. Im September 2018 wurde bekannt, dass er die Hauptrolle im von Rian Johnson inszenierten Krimi-Film Knives Out – Mord ist Familiensache übernimmt. Darin verkörpert er die Rolle des Detective Benoit Blanc, für die er eine Nominierung für einen Golden Globe Award in der Kategorie Bester Hauptdarsteller – Komödie oder Musical erhielt. Für die Fortsetzung Glass Onion: A Knives Out Mystery schlüpfte er erneut in diese Rolle. Eine weitere Nominierung für den Golden Globe Award erhielt er im Jahr 2024 für seine Hauptrolle in dem Historiendrama Queer nach dem gleichnamigen halbautobiografischen Roman von William S. Burroughs.

### Privates
Craig lebt in London. Von 1992 bis 1994 war er mit der schottischen Schauspielerin Fiona Loudon verheiratet. Aus der Beziehung ging eine Tochter (* 1992) hervor. Nach der Scheidung war er von 1996 bis 2004 der Lebensgefährte der deutschen Schauspielerin Heike Makatsch. Von 2005 bis 2010 war er mit der US-amerikanischen Filmproduzentin Satsuki Mitchell liiert.
Im Juni 2011 heiratete er seine britische Schauspielkollegin Rachel Weisz, mit der er seit 2010 liiert und als Ehepaar im Mystery-Thriller Dream House aus dem Jahr 2011 zu sehen war. 2018 brachte Weisz eine gemeinsame Tochter zur Welt.
2010 kaufte er im New Yorker Stadtteil Tribeca ein Appartement für 1,8 Millionen Euro. 2019 erklärte er, dass er und seine Frau auch die US-amerikanische Staatsbürgerschaft erhalten haben.
2022 wurde ihm anlässlich der jährlichen New Year Honours der Ehrenrang eines Commanders in der Royal Navy verliehen, derselbe Rang, den auch James Bond hält. Er ist außerdem Vorsitzender des Honorary Board of Directors der gegen den Menschenhandel kämpfenden NGO Stop Trafficking of People (STOP).

## Filmografie (Auswahl)
- 1992: Im Glanz der Sonne (The Power of One)
- 1993: Die Scharfschützen, Folge 2: Der Adler des Kaisers (Sharpe’s Eagle) (TV)
- 1994: Tanz des Dschinghis Cohn (Genghis Cohn) (TV)
- 1994: Die Abenteuer des jungen Indiana Jones (The Adventures of Young Indiana Jones)
- 1995: Knightskater – Ritter auf Rollerblades (A Kid in King Arthur’s Court)
- 1996: Saint-Ex
- 1996: Ich küsse meinen Mörder (Kiss and Tell) (TV)
- 1996: Die skandalösen Abenteuer der Moll Flanders (The Fortunes and Misfortunes of Moll Flanders) (TV)
- 1996: Geschichten aus der Gruft (Tales from the Crypt, Fernsehserie, Folge 7.09)
- 1997: Begierde – The Hunger (Fernsehserie, Folge 1.02 „Ménage à trois“)
- 1997: Obsession
- 1997: Im Eishaus (The Ice House) (TV)
- 1998: Elizabeth
- 1998: Love Is the Devil (Love Is the Devil: Study for a Portrait of Francis Bacon)
- 1999: Der Schützengraben (The Trench)
- 1999: Liebe und Leidenschaft (Love & Rage)
- 1999: Shockers: The Visitor
- 2000: Ich träumte von Afrika (I Dreamed of Africa)
- 2000: Some Voices
- 2000: Hotel Splendide
- 2001: Sword of Honour (TV)
- 2001: Lara Croft: Tomb Raider
- 2002: Road to Perdition
- 2002: Ten Minutes Older: The Cello
- 2002: Copenhagen (TV)
- 2002: Occasional, Strong
- 2003: Die Mutter – The Mother (The Mother)
- 2003: Sylvia
- 2004: Enduring Love
- 2004: Layer Cake
- 2005: The Jacket
- 2005: Fateless – Roman eines Schicksallosen (Sorstalanság)
- 2005: Die rote Verschwörung (Archangel) (TV)
- 2005: München (Munich)
- 2006: Kaltes Blut – Auf den Spuren von Truman Capote (Infamous)
- 2006: Renaissance (Animationsfilm)
- 2006: James Bond 007: Casino Royale (Casino Royale)
- 2007: Invasion (The Invasion)
- 2007: Der Goldene Kompass (The Golden Compass)
- 2008: Flashbacks of a Fool
- 2008: James Bond 007: Ein Quantum Trost (Quantum of Solace)
- 2008: Unbeugsam – Defiance (Defiance)
- 2011: Cowboys & Aliens
- 2011: Dream House
- 2011: Die Abenteuer von Tim und Struppi – Das Geheimnis der Einhorn (The Adventures of Tintin)
- 2011: Verblendung (The Girl with the Dragon Tattoo)
- 2012: Unser Leben – Der Film (One Life, Dokumentarfilm, Sprecher)
- 2012: James Bond 007: Skyfall (Skyfall)
- 2015: James Bond 007: Spectre (Spectre)
- 2015: Star Wars: Das Erwachen der Macht (Star Wars: The Force Awakens)
- 2017: Logan Lucky
- 2017: Kings
- 2019: Knives Out – Mord ist Familiensache (Knives Out)
- 2021: James Bond 007: Keine Zeit zu sterben (No Time to Die)
- 2022: Glass Onion: A Knives Out Mystery
- 2024: Queer

## Auszeichnungen
- 1998: Best British Performance des Edinburgh International Film Festival für Love Is the Devil
- 2000: Berlinale: Britischer Shooting Star des europäischen Films
- 2000: British Independent Film Award für Some Voices (Kategorie: Bester Darsteller)
- 2005: London Critics’ Circle Film Award für Enduring Love (Bester britischer Schauspieler des Jahres)
- 2007: BAFTA-Nominierung für Casino Royale (Bester Hauptdarsteller)
- 2007: Empire Award für Casino Royale (Bester Darsteller)
- 2007: Evening Standard British Film Award für Casino Royale (Bester Darsteller)
- 2007: Entertainment Personality Award bei den British Independent Film Awards
- 2007: Premio Sant Jordi für Casino Royale und Enduring Love
- 2020: Golden Globe Award, Nominierung als Bester Hauptdarsteller – Komödie/Musical für Knives Out – Mord ist Familiensache
- 2021: Hollywood Walk of Fame
- 2022: Companion of the Order of St Michael and St George
- 2023: Golden Globe Award, Nominierung als Bester Hauptdarsteller – Komödie/Musical für Glass Onion: A Knives Out Mystery
- 2025: Golden Globe Award, Nominierung als Bester Hauptdarsteller – Drama für Queer